# Андріяшівська сільська рада (Крижопільський район)
| Андріяшівська сільська рада — сільська рада у складі Крижопільського району Вінницької області. Адміністративний центр — село Андріяшівка. Сільській раді підпорядковані населені пункти: - с. Андріяшівка - с. Висока Гребля - с. Кринички - с-ще Горби |

## Склад ради
Рада складається з 12 депутатів та голови.

## Керівний склад сільської ради
| ПІБ                          | Основні відомості                                                                       | Дата обрання | Дата звільнення |
| ---------------------------- | --------------------------------------------------------------------------------------- | ------------ | --------------- |
| Копанов Володимир Васильович | Сільський голова, 1957 року народження, освіта, безпартійний                            | 26.03.2006   | 31.10.2010      |
| Копанов Володимир Васильович | Сільський голова, 1957 року народження, освіта вища, член Партії регіонів               | 31.10.2010   | 11.12.2011      |
| Русін Людмила Михайлівна     | Сільський голова, 1963 року народження, освіта середня спеціальна, член Партії регіонів | 11.12.2011   |                 |

Примітка: таблиця складена за даними джерела